# Jerzy Kleyny
Jerzy Andrzej Kleyny (ur. 10 lutego 1927 w Bydgoszczy, zm. 4 listopada 1999 w Warszawie) – polski autor tekstów piosenek, dziennikarz, scenarzysta telewizyjny i satyryk.

## Życiorys
Jerzy Kleyny ukończył Wydziału Humanistyczny Uniwersytetu Warszawskiego. Od roku 1950 współpracował ze „Szpilkami”, a w 1975 był zastępcą redaktora naczelnego. W latach 50. zadebiutował jako autor polskich tekstów do zagranicznych piosenek. Był autorem tekstów satyrycznych prezentowanych w kabaretach Buffo, Szpak i U Lopka. Od 1956 do 1976 roku pracował w Redakcji Programów Rozrywkowych TVP. Pisał scenariusze do inicjowanych przez siebie cykli programów muzycznych i kabaretowych, m.in.: Raz, dwa, trzy, Televariété, Plebiscyt piosenki, Co kto lubi oraz szopek noworocznych. Był również tłumaczem francuskich, angielskich i amerykańskich tekstów piosenek.

## Nagrody
- Związku Polskich Autorów i Kompozytorów na VII. Krajowym Festiwalu Piosenki Polskiej w Opolu za „Hej, dzień się budzi”
- I nagrody na VIII. Krajowym Festiwalu Piosenki Polskiej w Opolu za „Z tobą w górach”
- Grand Prix na Międzynarodowym Festiwalu Piosenki w Sopocie w 1973 za „A gdzie to siódme morze”
- Ministerstwa Obrony Narodowej na Festiwalu Piosenki Żołnierskiej w Kołobrzegu w 1974 za „Powołanie (Gdy piosenka szła do wojska)”
- II nagrody na Międzynarodowym Festiwalu Piosenki w Sopocie w 1975 za piosenkę „Staruszek świat”
- II nagrody na Międzynarodowym Festiwalu Piosenki w Sopocie w 1976 za „Gdzie nie ma nas”

Źródło: Biblioteka Polskiej Piosenki.

## Piosenki
- „Gdy piosenka szła do wojska” – (wyk. Maryla Rodowicz)
- „Gdzie to siódme morze” – (wyk. Maryla Rodowicz).
- „Odpływają kawiarenki” – (wyk. Irena Jarocka).
- „Powołanie” – (wyk. Maryla Rodowicz).
- „Sama w taką noc” – (wyk. Halina Kunicka).
- „Z marzeń powstał świat” – (wyk. Seweryn Krajewski).
- „Z tobą w górach” – (wyk. Maryla Rodowicz).